# Instituto Oceanográfico de París

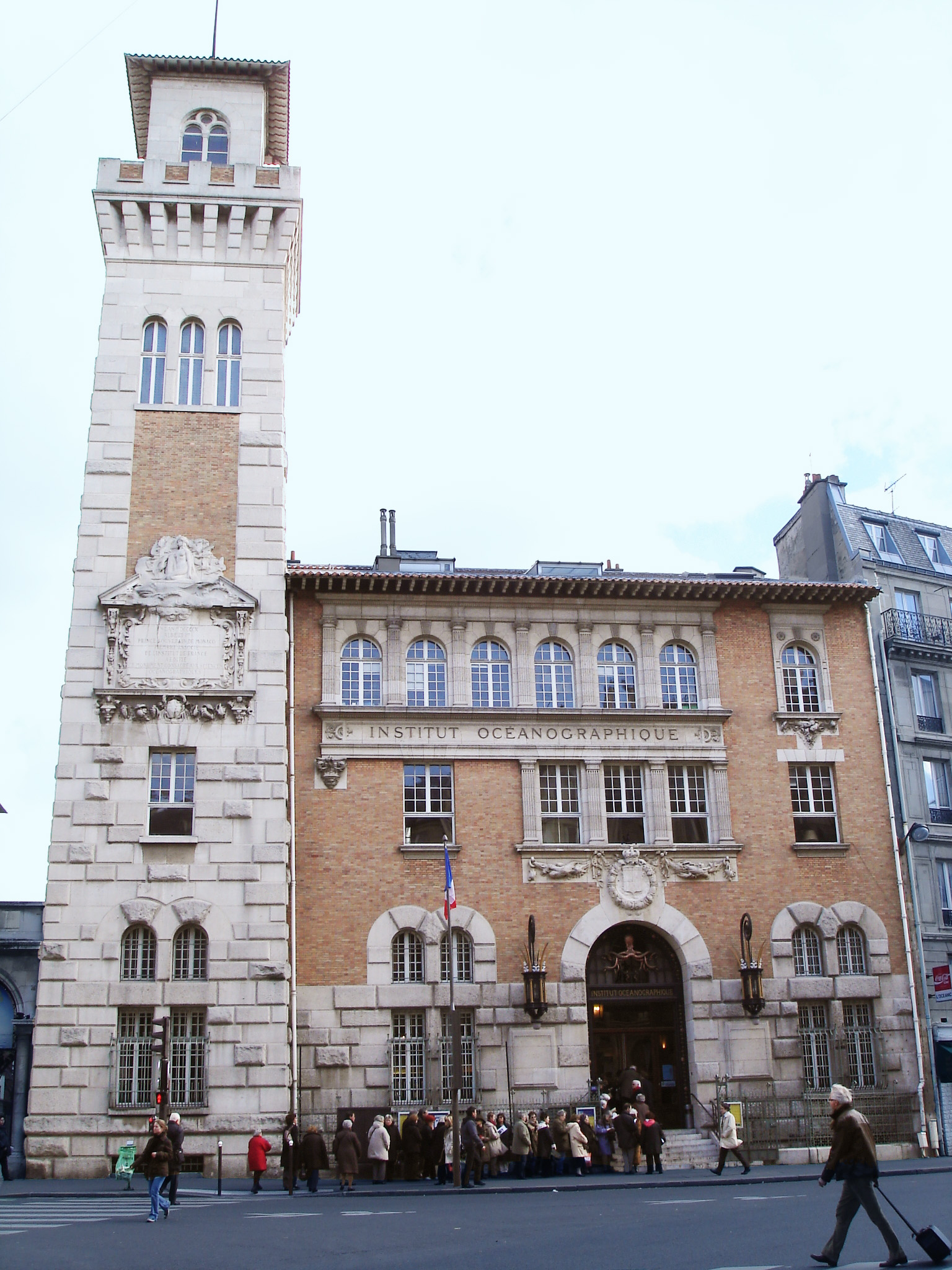
Fachada principal del instituto.

El Instituto Oceanográfico de París o IOP (en francés, Institut Océanographique de Paris) es una organización fundada el 29 de marzo de 1910 por el príncipe Alberto I de Mónaco, miembro asociado del Instituto de Francia, con el fin de poder estudiar y desarrollar el conocimiento sobre los océanos. La inauguración oficial tuvo lugar el 23 de enero de 1911, con la presencia del príncipe Alberto I y del presidente de la República Francesa, Armand Fallières.
El instituto se encuentra en la rue Saint-Jacques de París y cuenta con una biblioteca especializada, además de realizar conferencias y publicar diversos facsímiles. 